# Guerra romano-siriaca
La guerra romano-siriaca, chiamata anche guerra romano-seleucide o guerra contro Antioco III e lega etolica, fu uno scontro bellico che vide contrapposti i romani e i loro alleati contro l'Impero seleucide e la Lega etolica tra il 192 e il 188 a.C. La vittoria arrise nettamente a Roma, che ribadì la propria egemonia nell'area greca e la impose anche nel Mediterraneo orientale.
(Floro, Epitoma di storia romana, I, 24.2.)

## Contesto storico
Nel 218 a.C. si affacciavano sul mar Mediterraneo cinque grandi potenze che si trovavano in equilibrio politico tra loro: si trattava delle tre dinastie dei diadochi, quella seleucide (padrona dei territori che dall'Asia minore si estendevano fino alla Siria, Mesopotamia e Persia), quella tolemaica (padrona dell'Egitto), quella antigonide (in Grecia e il Regno di Macedonia), oltre alle città-stato di Cartagine e Roma.
Una serie di conflitti, tuttavia, alterò gli equilibri iniziali. Prima di tutto la seconda guerra punica tra Cartagine e Roma (218-201 a.C.), diede una netta supremazia in Occidente a quest'ultima, mentre Cartagine fu relegata ad un ruolo marginale, ormai prossima ad essere sottomessa definitivamente (come accadde nel 146 a.C.). In parallelo, Roma dovette combattere sul fronte orientale contro Filippo V, che aveva concluso un'alleanza con la stessa Cartagine, nella prima guerra macedonica (215-205 a.C.). Sebbene Filippo fosse riuscito a resistere all'attacco di Roma, che a sua volta aveva trovato dei validi alleati nella lega etolica, nel regno di Pergamo ed in quello di Rodi, tuttavia aveva permesso in questo modo ai Romani di occuparsi delle questioni greche. Questo errore quarant'anni dopo costò molto caro all'indipendenza del suo Regno, che fu annesso anch'esso al potere di Roma (dopo la battaglia di Pidna del 168 a.C.).
Pochi anni più tardi, nel 203 a.C., Filippo strinse un'alleanza con Antioco III, ed insieme mossero guerra ai possedimenti Tolemaici che si affacciavano sul mar Egeo. Al termine di questo nuovo conflitto tra Tolomei e Seleucidi (dal 202 al 195 a.C.), i Seleucidi occuparono tutti i possedimenti tolemaici in Asia minore (come la Caria, la Licia, o le città di Efeso in Lidia e Abido in Misia) e costrinsero l'Egitto ad entrare in alleanza con Roma per evitare conseguenze più gravi.
Contemporaneamente Rodi si alleò con Attalo I di Pergamo, riuscendo a respingere gli attacchi macedoni, ma con gravissime perdite. Fu così che Attalo e i rodiesi si rivolsero a Roma, che, sebbene si stesse riprendendo dallo sforzo bellico appena sostenuto contro Cartagine, decise di intervenire poiché preoccupata dall'alleanza seleucide-macedone (201 a.C.). Nel 200 a.C. Roma inviò un ultimatum a Filippo, il quale però lo ignorò. Roma decise così di intervenire direttamente nel conflitto, grazie all'alleanza iniziale con i Rodiesi ed Attalo, dal 199 a.C. sugli Etoli e dal 198 a.C. anche sulla Lega achea. La seconda guerra macedonica che ne nacque, culminò nella battaglia di Cinocefale (località della Tessaglia) del 197 a.C., dove Filippo fu sconfitto pesantemente dai Romani del console Flaminino. A Filippo fu lasciata la Macedonia, ma nel 196 a.C. Flaminino proclamò la libertà della Grecia.
Frattanto Antioco passava in Europa ed occupava parte della Tracia, facendo di Lysimachea la nuova capitale della regione e mettendovi al suo governo il figlio minore, Seleuco IV. Egli, inoltre, strinse relazioni amichevoli con Rodi, Bisanzio e con i Galati, mentre si era riavvicinato all'Egitto dei Tolomei, avendo promesso in moglie sua figlia Cleopatra a Tolomeo V, e dando loro in dote, non tanto la Siria meridionale (che aveva occupato dal 201 a.C.), ma il diritto di riscuoterne il tributo.
Era evidente che al termine di vent'anni di continui conflitti tra queste cinque grandi potenze del mondo mediterraneo (dal 218 al 196 a.C.), solo due ne erano rimaste: l'Impero seleucide in Oriente e Roma in Occidente. Lo scontro appariva ormai inevitabile. Fu nel 196 a.C. che Lampsaco, città della Troade, chiese aiuto a Roma poiché spaventata dall'avvento di Antioco. Si aprì così un primo periodo di negoziati tra Roma ed il re seleucide, dove Tito Quinzio Flaminino fece richiesta formale ad Antioco di abbandonare tutti i territori dell'Asia minore che erano appartenuti in precedenza all'Egitto, oltre a lasciare libere le città di Lampsaco, Smirne e Alessandria Troade. Antioco propose l'arbitrato di Rodi, ma la falsa notizia della morte di Tolomeo V, sospese i negoziati, mentre il re orientale se ne tornava in Siria. I negoziati ripresero tre anni più tardi nel 193 a.C. Anche questa volta si rivelarono infruttiferi. Antioco offriva la sua alleanza a Roma in cambio del riconoscimento delle sue conquiste, comprese quelle in Tracia (dove aveva appena occupato Enos e Maronia) e nell'Ellesponto, ma la sua proposta fu ritenuta dai Romani una sfida, quindi inaccettabile.
(Appiano, Guerra siriaca, 6.)
Dalla parte dei Romani c'era poi il re di Pergamo, Eumene II, il cui fratello, Attalo II, si trovava a Roma in quel periodo. I nuovi negoziati che seguirono si svolsero ad Efeso, ma furono interrotti dalla morte del figlio di Antioco, che era stato associato dal padre, al trono fin dal 209 a.C.

### Casus belli

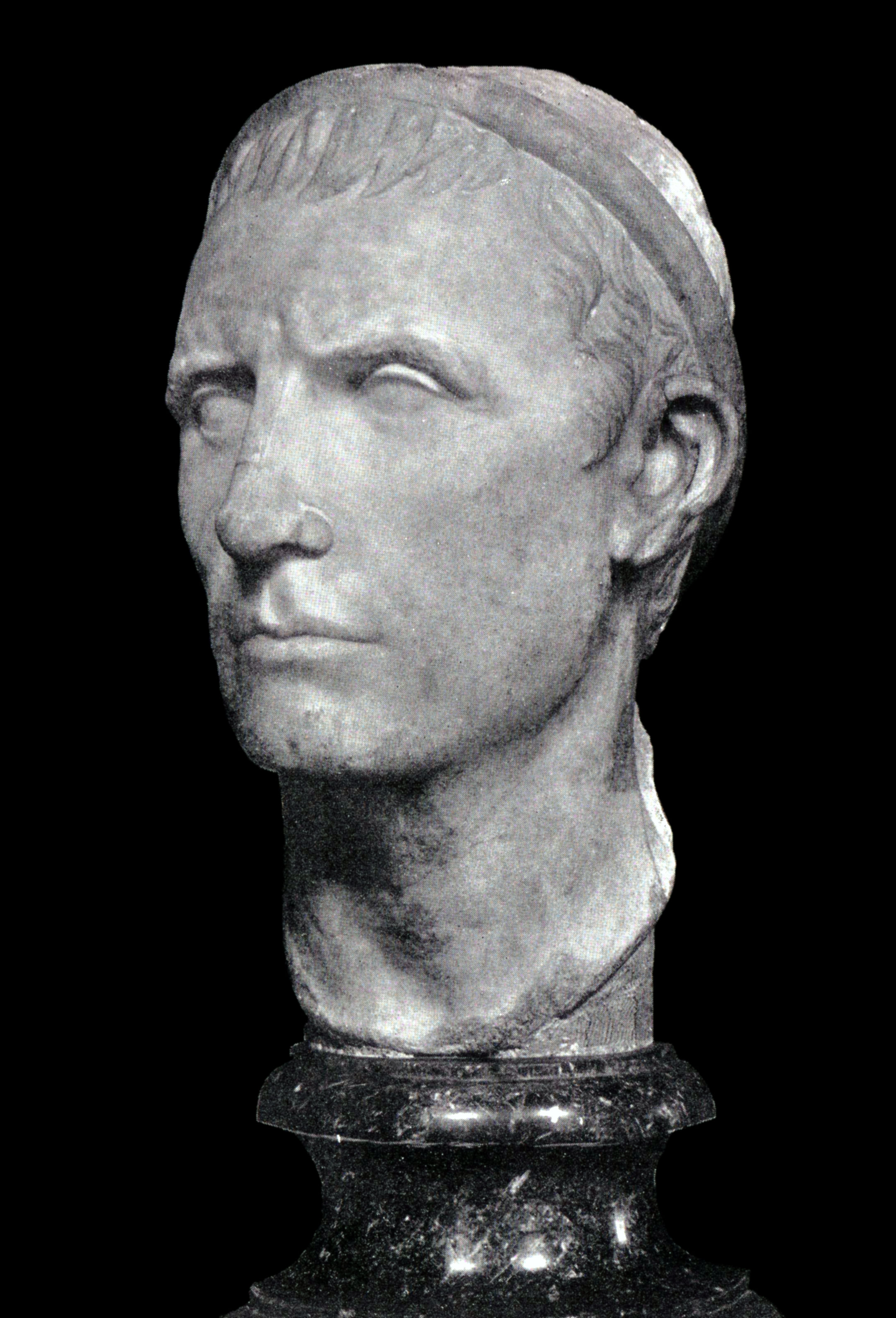
Busto di Antioco III (Museo del Louvre).

Seleucidi e Romani non si erano ancora affrontati direttamente. Avevano semplicemente messo in atto una sorta di "guerra fredda" dove la Grecia rappresentò, con tutta una serie di conflitti locali (es. la guerra laconica), il casus belli dello scontro tra queste due potenze che si contendevano il bacino del Mediterraneo orientale.
La Lega etolica era rimasta scontenta per le conseguenze della seconda guerra macedonica, a causa delle pesanti concessioni territoriali che avevano dovuto fare ai romani, quale contributo per il loro aiuto durante la guerra. Per questo si risolsero a chiedere l'aiuto di Antioco III il Grande a capo dell'impero seleucide per liberare la Grecia dall'oppressione romana, anche se il re seleucide non sembrò in un primo momento interessato a scatenare un conflitto di così grandi proporzioni. È vero anche che Antioco poteva ora avvalersi dell'esperienza di Annibale, suo consigliere militare dal 196-195 a.C.
Nella primavera del 192 a.C., gli Etoli, sobillati dallo stratego Toante, provarono a sovvertire i governi locali di quattro grandi città greche per provocare l'intervento diretto delle due grandi potenze. Si trattava di Demetriade, Calcide, Corinto e Sparta. Livio racconta, infatti, che:
(Tito Livio, Ab urbe condita libri, XXXV, 31, 1-5.)
Demetriade fu convinta a rimanere fedele alleata di Roma dall'intervento dello stesso Tito Quinzio Flaminino. Gli Etoli, sebbene avessero fallito nel loro tentativo di sedizione, erano ormai decisi a scatenare una guerra contro Roma, a fianco di Antioco del quale dicevano:
(Tito Livio, Ab urbe condita libri, XXXV, 32, 4.)
E neppure l'intervento diretto di Flaminino ad una loro assemblea, poté placare i loro animi, i quali credevano che Antioco avrebbe liberato l'intera Grecia dall'oppressore romano. Demetriade fu la prima a cadere in mano agli Etoli. Poi fu la volta di Sparta, il cui tiranno, Nabide, fu ucciso poco prima con l'inganno; ma la furia della popolazione degli Spartani, mise a morte chi aveva compiuto il terribile gesto e molti guerrieri etoli furono venduti come schiavi. Gli abitanti di Calcide riuscirono, invece, a salvare la città dagli Etoli, barricandosi tra le mura cittadine prima di essere attaccati, costringendo questi ultimi a desistere da qualsiasi assalto, anche perché avevano riposto ogni loro speranza nella sorpresa della loro azione.

### Forze in campo
L'intervento di Antioco in Grecia sul finire del 192 a.C., comportò un iniziale impiego di circa 10 000 fanti, 500 cavalieri, sei elefanti ed una flotta composta da 100 navi da guerra e 200 da carico, risultato relativamente modesto.
I Romani, che nel corso dell'inverno del 192-191 a.C. avevano reclutato ben 20 000 legionari romani e 40 000 tra gli alleati Italici, con la primavera riuscirono ad inviare ad Apollonia in Illiria, un esercito di 20 000 fanti e 2 000 cavalieri avendo, inoltre, predisposto una flotta a Brundisium.

## Guerra

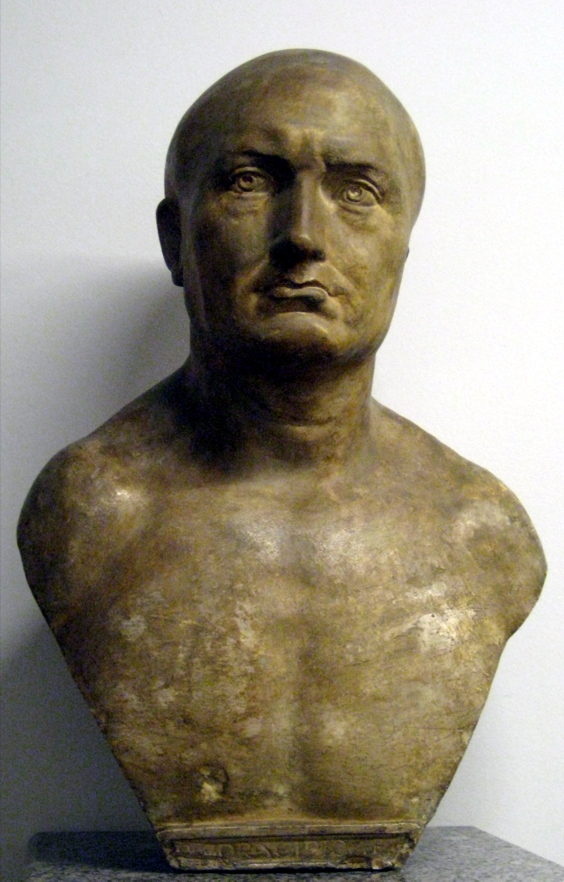
Scipione Africano fu consulente militare ed ambasciatore della Repubblica romana.

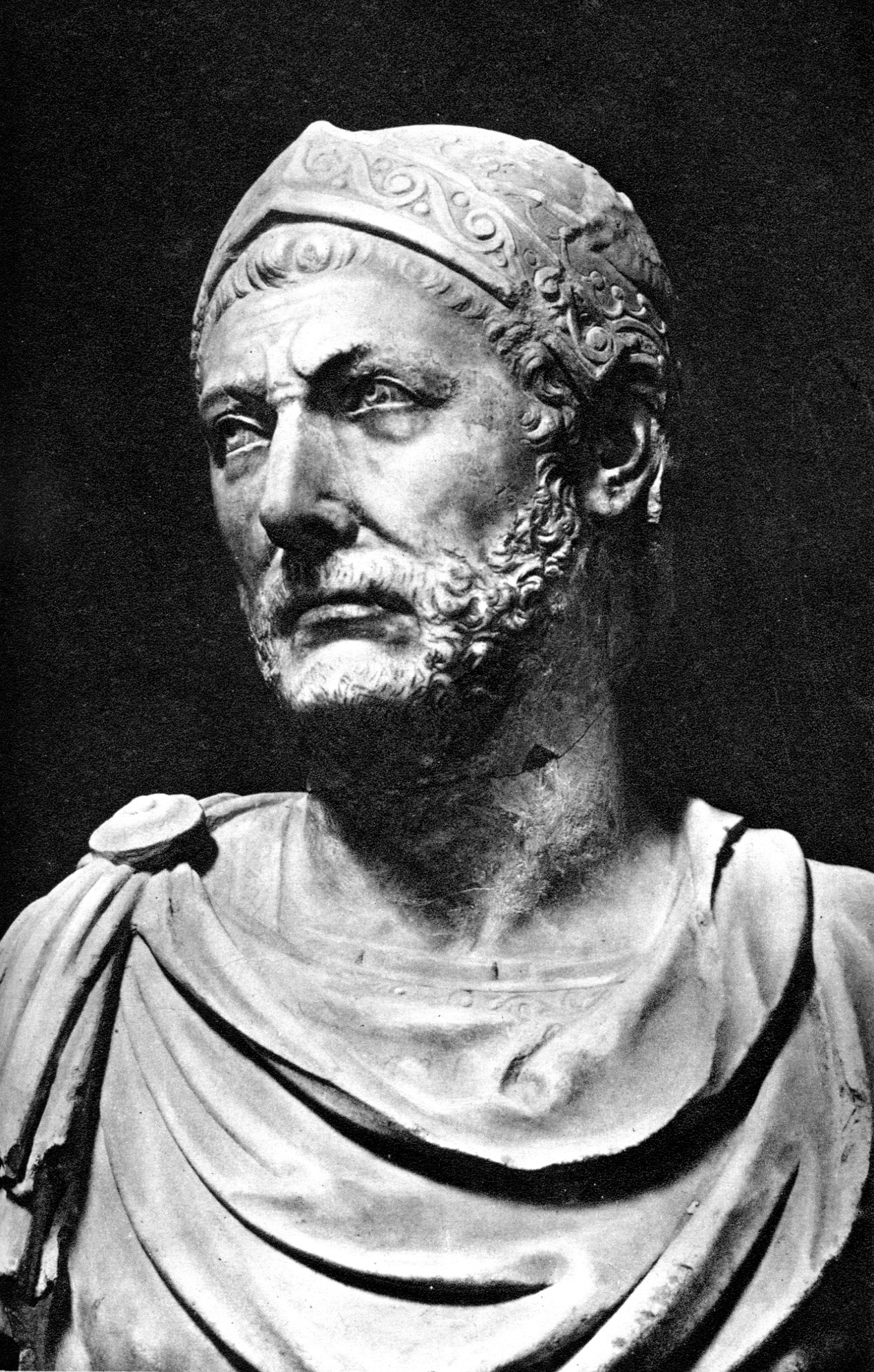
Annibale fu consulente militare di Antioco III, sovrano dei Seleucidi.

Roma non era disposta ad accettare che Demetriade fosse stata conquistata dagli Etoli. Fu così che fu inviato come ambasciatore agli Etoli un certo Publio Villio Tappulo, affinché minacciasse un intervento romano nella zona. Tuttavia, ci si aspettava che l'intervento romano non si sarebbe limitato alla sola Demetriade, ma in generale contro l'infida Lega etolica. La sconfitta di quest'ultima contro Roma avrebbe generato un impatto negativo su Antioco, il quale avrebbe visto vacillare la sua posizione in Asia Minore ed in Tracia.
Fu così che Antioco si decise nell'autunno del 192 a.C. a iniziare l'intervento militare in Grecia, grazie anche ai validi consigli del cartaginese Annibale, ormai alla sua corte da alcuni anni. Quest'ultimo pare avesse suggerito al re seleucide di attaccare Roma su due fronti, non solo quindi nel mar Egeo, ma anche in Italia. Il condottiero cartaginese aveva infatti in mente di utilizzare una flotta seleucide e 10 000 armati per riconquistare il potere a Cartagine, ed invadere nuovamente l'Italia dall'Epiro (auspicando soprattutto in un'alleanza con Filippo V di Macedonia), occupandone i punti strategici principali.
(Appiano, Guerra siriaca, 7.)
Annibale fu autorizzato dal re selucide ad inviare un messaggero a Cartagine, che, però, fu scoperto ed allontanato da chi temeva un nuovo scontro "suicida" di Cartagine contro Roma. Antioco dovette, così, accantonare il piano del generale cartaginese. Vi è da aggiungere che, sebbene fossero state scoperte le loro reali intenzioni di invasione dell'Italia, questo piano non convinceva il sovrano, il quale, oltre a trovarlo poco fattibile, potrebbe aver provato gelosia ed invidia per Annibale, al quale sarebbe andato il maggior merito di una guerra vittoriosa sul suolo italico. Lo stesso Tito Livio, riferendosi ad Annibale, al suo piano ed all'invidia degli uomini riferisce:
(Livio, Ab Urbe condita libri, XXXV, 43.)
Sembra, inoltre, che nel 192 a.C. i due antichi rivali della seconda guerra punica, Annibale e Scipione l'Africano, si incontrarono per la seconda ed ultima volta nella loro vita, ad Efeso. L'obiettivo era quello di trovare un accordo tra le parti. In verità si era creato ormai un forte legame tra il "maestro" cartaginese ed il rivale-"allievo" romano. Di questo incontro ce ne parla Appiano.

### 192 a.C.

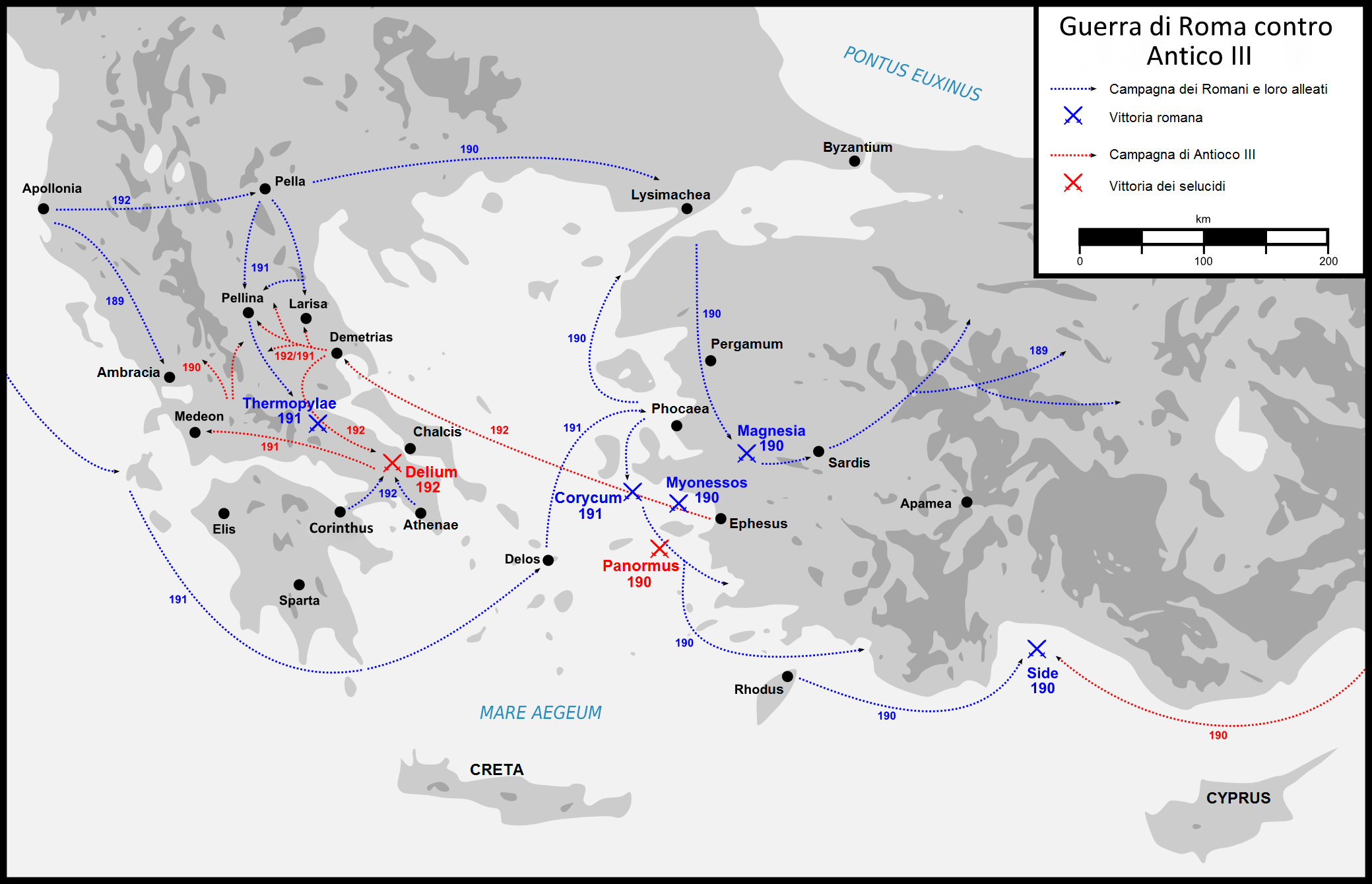
Mappa degli scontri tra Romani ed Antioco III degli anni 192-189 a.C.

L'anno 192 a.C. vide Antioco III prima tentare di stipulare inutilmente un accordo con i Romani (offrendo loro di lasciare liberi i Rodii, gli abitanti di Bisanzio e di Cizico, tutti i Greci anche dell'Asia Minore, a parte gli Etoli, gli Ionii ed i re barbari dell'Asia), poi sbarcare in Eubea con 10 000 armati, e proclamarsi protettore della libertà dei Greci. Il re seleucide confidava, inoltre, che alla sua alleanza si sarebbero uniti sia i Lacedemoni di Sparta, sia i Macedoni di Filippo V.
Antioco dapprima sbarcò ad Imbro, da lì passò a Sciato e toccò la terraferma a Pteleo, raggiungendo poco dopo Demetriade, ben accolto dai capi di quest'ultima città. Decise, quindi, di spingersi fino a Falara nel golfo Maliaco in Tessaglia, e poi a Lamia, dove si concretizzava l'alleanza tra Seleucidi ed Etoli e si ricopriva il sovrano seleucide del ruolo di sua guida.
Successivamente, il re seleucide cercò di convincere Calcide ad allearsi. Tutto risultò inutile, sebbene Antioco si fosse mosso verso questa città in modo molto rapido ed improvviso con soli 1 000 armati, per coglierla impreparata. Il rifiuto della città portò Antioco a far rientro a Demetriade, dove si trovava il grosso delle truppe, intavolando nuove trattative di alleanza con Beoti, Achei ed il re di Athamania, Aminandro. Anche in questa circostanza raccolse nuovi fallimenti. Gli Achei, infatti, non solo non si accordarono con lui, ma al contrario ribadirono l'alleanza con i Romani, dichiarando guerra al re seleucide ed agli Etoli, oltre ad inviare 500 armati a Calcide ed altrettanti al Pireo. I Beoti, al contrario, preferirono attendere sul da farsi, almeno fino a quando Antioco non fosse entrato in Beozia con il suo esercito.
Antioco decise, quindi, di inviare un certo Menippo con 3 000 armati ed una flotta dal mare (comandata da un esule rodio, Polissenida), e di porre sotto assedio la città di Calcide, mentre lo stesso re si decideva a marciare con il resto dell'esercito in direzione della città nemica. Contemporaneamente, 500 legionari Romani furono inviati verso la città per difenderla. Ora se questi ultimi erano in grado di raggiungere la città in tempo breve, i Romani furono, al contrario, intercettati lungo strada dalle forze di Menippo, che avevano occupato la fortezza appartenente a Calcide sulla riva opposta dello stretto dell'Euripo. I Romani furono così costretti a procurarsi alcune barche da trasporto per spostarsi sull'isola di Eubea. Ma Menippo, non volendo che i Calcidesi potessero rafforzarsi ulteriormente, decise di attaccare le forze romane di soccorso nei pressi del tempio di Delio (tempio sacro ad Apollo). La maggior parte dei Romani fu uccisa, una cinquantina fatta prigioniera, e solo pochi poterono fuggire. Antioco allora mosse le sue truppe verso Aulide e, dopo aver inviato altri ambasciatori a Calcide con minacce ancor peggiori delle precedenti, ottenne da questa città che gli venissero aperte le porte. Frattanto le truppe achee si erano rifugiate in Salganea, insieme a quelle inviate in loro aiuto dal re Eumene II di Pergamo, mentre i pochi Romani sopravvissuti allo scontro si erano ritirati sull'Euripo. Anche in questa circostanza il re ottenne due nuovi successi, seppure modesti: Menippo, inviato ad attaccare Salganea, ottenne la resa della città e l'allontanamento delle truppe alleate; lo stesso re, che si era diretto contro la postazione fortificata dei Romani, riuscì ad ottenerne la definitiva resa, ponendo l'intera Eubea sotto il suo dominio. A Roma si era così fornito il pretesto per dichiarare guerra al re seleucide.
Sebbene Antioco avesse ottenuto questi successi, la maggior parte degli stati della Grecia preferirono rimanere neutrali. Solo il re degli Atamani, Aminandro (il cui scopo era di installare il fratello sul trono di Macedonia,) e la città-stato di Elide (con l'invio di 1 000 armati) furono disposti a partecipare attivamente alla guerra a fianco del re seleucide, mentre la Lega Beotica e l'Epiro misero in atto un'alleanza con Antioco più formale che reale, rimanendo in sostanza neutrali.
L'alleanza seleucide-etolica cominciò ad incrinarsi già nel corso dell'inverno del 192/191 a.C., quando l'invasione della Tessaglia provocò in Filippo V irritazione e timore per il vicino seleucide ingombrante, tanto da convincerlo ad appoggiare i Romani e gli Achei. Si racconta, infatti, che gli Etoli si ricordarono che dovevano la loro indipendenza a Roma. Antioco, che fino a quel momento aveva occupato la maggior parte delle città della Tessaglia e posto sotto assedio Larissa, con l'avvicinarsi dell'inverno, decise di far ritorno a Calcide anche per il timore che il console Acilio Glabrione e Filippo V fossero ormai vicini. Decise, infine, di inviare la flotta in Asia Minore per recuperare approvvigionamenti per la campagna militare dell'anno successivo. Egli, tuttavia, rimaneva in Grecia e contraeva matrimonio con una giovane ragazza della nobiltà calcidese, per rafforzare i legami con gli alleati greci.

### 191 a.C.
Le operazioni di quest'anno cominciarono prima con l'avanzata di Antioco III in Acarnania, dove molte delle sue città furono poste sotto assedio dal sovrano seleucide. Venuto però a sapere che le truppe romane avevano passato l'Adriatico e che il sovrano macedone, Filippo V, accompagnato dal pretore romano Marco Bebio Tamfilo si stava dirigendo in Tessaglia, decise di far ritorno a Calcide. Il pretore romano ebbe la meglio sui pochi presidi seleucidi nel nord-est della regione. Filippo invece trovò una qualche resistenza nella parte occidentale, per l'opposizione del regno di Athamania attorno alla città di Pelinna.

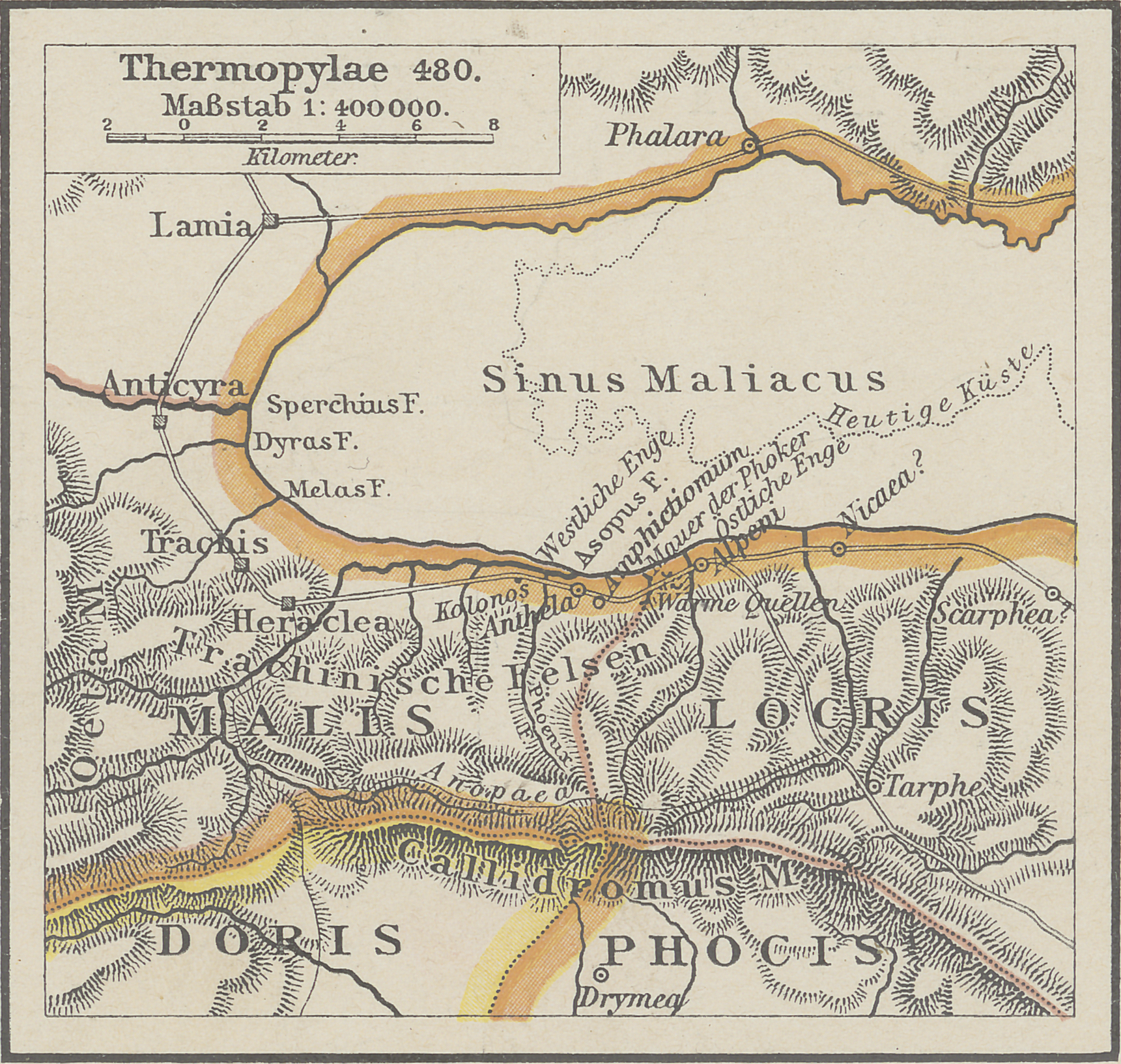
Il teatro delle operazioni della campagna del 191 a.C., compreso il sito della battaglia delle Termopili.

Poco più tardi, con l'inizio della primavera del 191, anche l'esercito consolare di Acilio Glabrione (formato da quattro legioni, due romane e due di alleati italici, per un totale di 20 000 fanti, 2 000 cavalieri ed alcuni elefanti), sbarcato ad Apollonia in Illiria, si unì all'armata dell'alleato macedone. Sulla sua strada il console poté assediare ed allontanare tutte le guarnigioni nemiche che presidiavano le città dell'Athamania, facendo 3 000 prigionieri tra le forze nemiche. La convergenza delle tre armate su Pelinna, determinarono il successo dell'assedio posto in atto dal re macedone e la fuga del re Aminandro ad Ambracia. A questo punto Acilio Glabrione assunse il comando dell'esercito romano e si diresse, con il beneplacito del re macedone, verso il sud della Tessaglia, dove rimanevano pochi presidi seleucidi da espugnare.
Antioco, venuto a conoscenza di questi accadimenti, rimase terrorizzato e comprese ciò che Annibale gli aveva predetto. Decise così di inviare messaggeri in Asia per sollecitare l'arrivo di Polissenida, mentre egli si attestava con 10 000 fanti, 500 cavalieri oltre agli alleati a guardia del passo delle Termopili, per impedire al nemico di penetrare più a sud, e qui attendere l'arrivo dei rinforzi. Il sovrano seleucide fece, inoltre, costruire un doppio vallo sul quale egli pose le sue macchine d'assedio, mentre ordinò a 1 000 Etoli di presidiare la sommità delle montagne vicine e ad altri di posizionarsi ad Eraclea Trachinia, con il fine di impedire possibili attacchi romani alle spalle.
L'esercito romano, una volta raggiunte le forze nemiche di Antioco, riuscì a sorprendere nel sonno parte delle truppe etoliche, aggirando il grosso dell'esercito seleucide. La battaglia che ne seguì di lì a poco portò allo sfondamento del fronte nemico e ad una netta vittoria romana; le perdite romane furono modeste (circa 200 armati), mentre la maggior parte dell'esercito di Antioco fu annientato o preso prigioniero, tanto che il re seleucide si imbarcò a Calcide e fuggì in Asia, ad Efeso, con soli 500 armati (maggio-giugno). Contemporaneamente a Roma la vittoria fu celebrata con grandi sacrifici e Filippo V di Macedonia fu ricompensato della sua alleanza, lasciando libero il figlio Demetrio, il quale era ostaggio della Repubblica romana.
I Romani dopo questa prima vittoria, ricevettero le suppliche dei Focesi e dei Calcidiesi, che in passato avevano collaborato con Antioco. Contemporaneamente il console Acilio Glabrione e Filippo V invasero l'Etolia, ponendo molte delle sue città sotto assedio e catturando lo stesso Democrito, generale degli Etoli. Questi ultimi, ormai presi dal panico, inviarono al console ambasciatori per chiedere una tregua, che Acilio Glabrione alla fine accordò. I Romani erano, infatti, riusciti a conquistare Lamia ed Eraclea Trachinia, Filippo V l'intera Tessaglia, mentre gli Achei erano riusciti ad unire l'intero Peloponneso sotto la loro guida, frustrando i tentativi di Nabide di Sparta e degli Elei di unirsi ad Antioco.

L'Ellesponto ed il Chersoneso Tracico con le città di Sestus e Abydus.

Nello stesso tempo, Antioco III, che era tornato in Asia Minore, ordinò ai satrapi di inviare i loro eserciti verso la costa in tutta fretta, e allestita una grande flotta la pose sotto il comando di un esule di Rodi, di nome Polissenida. Attraversò, quindi, di nuovo l'Ellesponto e riprese a fortificare le coste del Chersoneso tracico in particolare la località europea di Sesto e quella di Abido sulla sponda asiatica, postazioni attraverso le quali le legioni romane sarebbero state obbligate a passare nel caso avessero deciso di invadere l'Asia Minore.
Alla fine dell'estate del 191 la flotta romana, sotto il comando del pretore Gaio Livio Salinatore (composta da 81 quinqueremi e 24 di piccole dimensioni), unitamente ad una flotta inviata dall'alleato di Pergamo Eumene II (composta da 44 grandi navi e 26 di piccole dimensioni), ottenne una nuova vittoria sulle forze seleucidi del navarco Polissenida (al comando di 200 navi, 70 delle quali di grosse dimensioni) presso il capo Corico (tra Chio ed Efeso). Solo allora Rodi decise di allearsi con Roma, partecipando attivamente alla guerra con 27 imbarcazioni, mentre la flotta romana svernava nei pressi del golfo di Smirne. Vi è da aggiungere che Antioco diede ordine ad Annibale di raccogliere una nuova flotta in Cilicia e Fenicia.
Col la fine dell'anno 191, l'elezione dei due nuovi consoli vide in Lucio Cornelio Scipione il successore di Acilio Glabrione nel comando, ma poiché non era sufficientemente esperto nella guerra gli fu affiancato il fratello, Scipione Africano, il vincitore di Annibale a Zama, e quindi il vero comandante in capo delle armate romane.

### 190 a.C.

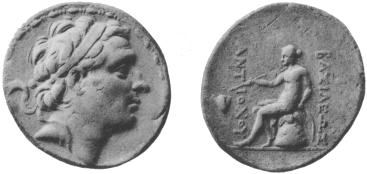
Moneta d'argento di Antioco III.

L'anno successivo, nel 190 a.C. la flotta di Rodi (composta da 27 imbarcazioni), alleata dei Romani, sconfisse una flotta di navi seleucidi, condotta dallo stesso Annibale, non molto lontano da Side, nei pressi delle foci del fiume dell'Eurimedonte. Fu questa l'ultima battaglia combattuta dal grande generale cartaginese. Nello stesso periodo, il console Lucio Cornelio Scipione arrivò in Etolia, accompagnato dal fratello Publio e sostituì nel comando della guerra il consolare Acilio Glabrione.
Dopo aver posto sotto assedio alcune città degli Etoli ed averne ottenuta la loro resa, i due Scipioni proseguirono attraverso Macedonia e Tracia, fino all'Ellesponto, congiungendosi con Gaio Livio Salinatore, ancora comandante della flotta, il quale, dopo aver lasciato il navarco Pausimaco a capo delle navi dei Rodii e di parte delle sue nell'Eolide, si precipitò a dar man forte all'esercito romano di terra. Sesto, Rhoeteum e molte altre località si arresero a lui, non invece Abido, che fu quindi posta sotto assedio. Alla fine l'esercito di terra riuscì ad attraversare lo stretto di mare che separa il continente europeo da quello asiatico, proprio nei pressi di Sesto e Abido, entrambe località fortificate l'anno precedente da Antioco III. Contemporaneamente i Romani procedettero a siglare un'alleanza con il re di Bitinia, Prusia I, promettendogli nuovi territori in caso di vittoria contro il re seleucide. Poco dopo però il navarco rodio Pausimaco, alleato dei romani, fu battuto in modo astuto dal navarco Polissenida in Eolide. Sette delle sue navi furono distrutte, venti catturate e trasferite ad Efeso. Dopo questa vittoria seleucide, i Focesi cambiarono nuovamente parte, passando ora da quella di Antioco, mentre il comandante romano, Livio Salinatore, faceva ritorno in Eolide e si univa ad Eumene ad a nuove venti navi inviategli dai Rodii. Sembra vi fu un nuovo scontro di lieve entità tra una parte della flotta romana ed un certo Nicandro, pirata alleato di Polissenida, senza nessun esito particolare, al termine del quale i Romani rientrarono a Samo.

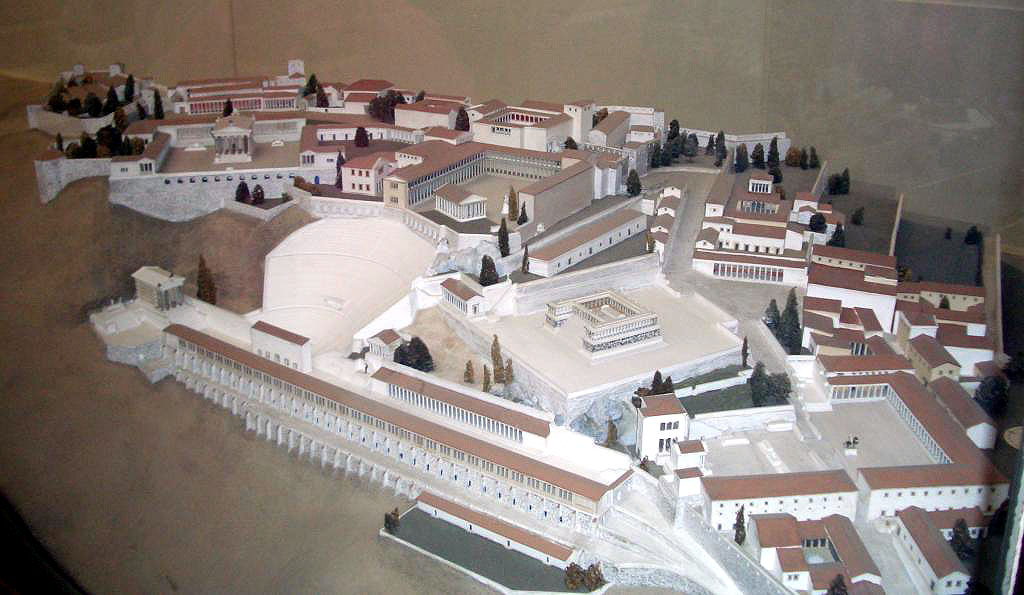
Modellino ricostruttivo del centro della città di Pergamo, assediata nel 190 a.C. dai Seleucidi.

Il figlio di Antioco, Seleuco IV, aveva intanto preso l'iniziativa e stava assediando Pergamo, capitale del regno di Eumene II. Quest'ultimo, venuto a conoscenza di questi eventi, mosse con la sua flotta, accompagnato dal nuovo comandante navale della flotta romana, il pretore Lucio Emilio Regillo, verso la città di Elea (porto di Pergamo). Frattanto gli Achei avevano inviato all'alleato Eumene 1 000 fanti e 100 cavalieri, i quali, nel corso dell'assedio, avendo notato che gli assedianti seleucidi bevevano oltre misura, decisero di compiere una sortita fuori dalle mura. Poco più tardi i Romani ottennero una nuova vittoria navale nella battaglia di Mionnesso, dove la flotta romana (sotto il comando di Emilio Regillo) e rodese sconfisse quella seleucide, ottenendo così il controllo del mare e scongiurando altre spedizioni militari nemiche in Grecia.
Lo scontro decisivo si svolse nei pressi della città di Magnesia (tra dicembre del 190 ed il gennaio del 189 a.C.), in quella che sarà ricordata come la battaglia di Magnesia, dove l'esercito di poco più di 60 000 soldati romani sconfisse l'esercito di Antioco III, composto da oltre 70 000 effettivi (300 000 secondo Floro). Antioco III, che aveva preso parte attivamente alla battaglia con la sua cavalleria, riuscì a ritirarsi con i superstiti, riparando a Sardi.

### 189 a.C.
Antioco chiese ai Romani una tregua, che gli fu concessa a fronte del pagamento di 500 talenti d'argento e 20 ostaggi. La guerra in pratica si era conclusa con la battaglia di Magnesia. Tuttavia ci volle più di un anno di lunghi negoziati, prima che venisse siglato un trattato di pace tra le parti.
Le campagne di quest'anno videro, invece, i Romani impegnati principalmente su due fronti: nella Grecia continentale contro gli Etoli (i quali, dopo la fine della tregua concessa, erano tornati a combattere), che furono definitivamente vinti; in Asia Minore contro i Galati, che furono battuti più volte dal console in carica (Gneo Manlio Vulsone), dietro istigazione dell'alleato pergameno, il re Eumene II.
Era avvenuto, infatti, che gli Etoli fossero riusciti a respingere le armate macedoni di Filippo V e a rimettere sul trono di Athamania l'alleato Aminandro. Questa situazione aveva provocato l'immediato invio da parte dei Romani di un esercito consolare di 35 000 armati, sotto il comando di Marco Fulvio Nobiliore. Quest'ultimo, dopo aver posto sotto assedio la capitale Ambracia, aveva ottenuto la resa definitiva degli Etoli. Le suppliche degli sconfitti Etoli erano state appoggiate sia dai neutrali Ateniesi che dai Rodii. Per questi motivi erano stati perdonati dal console romano. Tuttavia la guerra era continuata con le popolazioni vicine fino a quando Nobiliore non fu costretto ad occupare con la flotta le isole di Cefalonia e di Zacinto.
In Asia minore, invece, dopo l'arrivo del nuovo console Manlio Vulsone a Sardi (quartier generale romano), in sostituzione del comandante dell'anno precedente, Scipione Asiatico, l'armata romana si era trovata a combattere per conto dell'alleato Eumene II di Pergamo contro le popolazioni celtiche dei Galati. Questi erano stati sconfitti in due principali battaglie: la prima combattuta presso l'Olimpo (oggi Aladağ) contro i Tolostobogi; la seconda contro i Tectosagi presso il monte Magaba. A Vulsone (etichettato spregiativamente come "console mercenario") fu però inizialmente negato il trionfo, poiché aveva agito di sua iniziativa senza che il Senato avesse approvato la causa scatenante di quella spedizione.

## Conseguenze

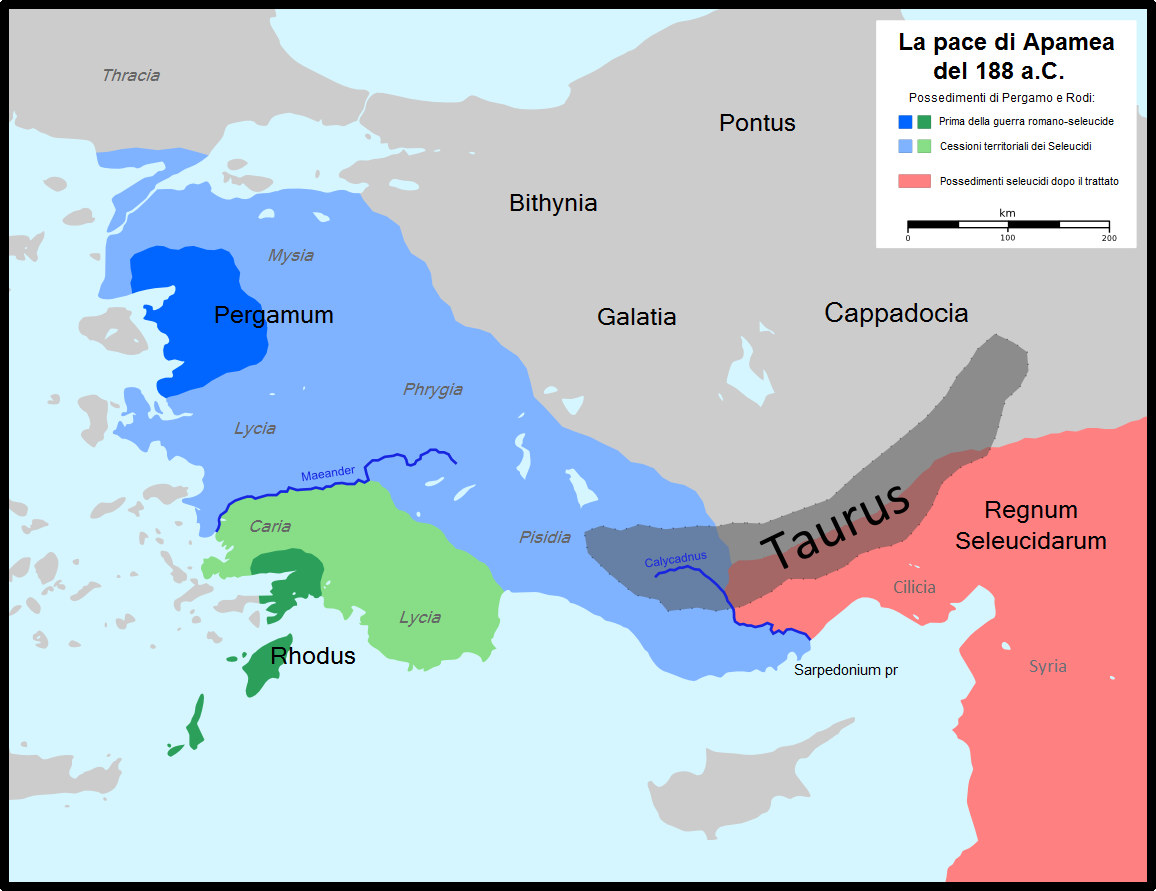
L'Asia minore nel 188 a.C., dopo il trattato di Apamea.

### Il trattato di Apamea (188 a.C.)
Nell'estate del 189 a.C. erano riprese le trattative di pace tra Roma ed Antioco, in linea con quanto già lo stesso sovrano selucide aveva discusso con Scipione l'Africano dopo la battaglia di Magnesia. Il re non prese parte alla conferenza di pace, inviando l'ex-viceré dell'Asia Minore a rappresentarlo. Presero invece parte Eumene II di Pergamo, gli ambasciatori di Rodi e delle città minori alleate dei Romani. Nella primavera del 188 a.C. si raggiunse infine un accordo che siglava la definitiva pace tra la Repubblica romana ed il regno seleucide.
La pace di Apamea portò enormi cambiamenti politici nell'area del mar Egeo: Antioco dovette rinunciare alla Tracia ed all'Asia Minore fino ai monti del Tauro, rimanendogli solo parte della Cilicia (fino al fiume Calycadnus ed al promontorio Sarpedonium), estromettendolo così definitivamente dall'area egea; dovette cedere buona parte della flotta a parte 10 navi e tutti gli elefanti da guerra; pagare un'indennità di 15 000 talenti d'argento in 12 anni (1 000 annuali), avendone anticipati 3 000; gli fu vietato l'utilizzo di mercenari galati; fu obbligato ad inviare a Roma come ostaggio principale il figlio, il futuro Antioco IV; dovette estradare Annibale, che di lì a poco però fuggi in Bitinia; riaprì i mercati del regno di Siria a Rodi ed ai suoi alleati;
Roma invece acquisì, tramite gli stati "clienti" alleati, tutti i territori ad ovest del Tauro: Misia, Lidia, Frigia, Pisidia, il nord della Caria, la città di Lysimachea ed il Chersoneso tracico furono affidate al regno ellenistico degli Attalidi di Pergamo; mentre Rodi acquisì la Caria a sud del Meandro e la Licia.

### Impatto sulla storia
La guerra tra l'Occidente romano e l'Oriente seleucide cambiò in modo significativo gli equilibri delle forze politiche nel mar Mediterraneo, come ci racconta lo stesso storico greco Polibio, contemporaneo agli eventi. La guerra tra la Repubblica romana ed Antioco III segnò la fine di una prima fase, in cui Roma sottomise, una dopo l'altra le grandi potenze mediterranee: da Cartagine, al regno di Macedonia, fino a quello dei Seleucidi. Roma era inoltre riuscita ad intervenire direttamente sul mondo greco senza sottometterne direttamente i suoi territori, al contrario mantenendo buoni rapporti di alleanza con i diversi stati, anche in qualità di "arbitro", ma soprattutto scoraggiando interventi diretti nell'area egea da parte di altre potenze (come il vicino regno di Macedonia). Solo in seguito alla terza (171-168 a.C.) e alla quarta guerra macedonica (149-148 a.C.), con la trasformazione della Macedonia in provincia, e la distruzione di Corinto (nel 146 a.C.), la Grecia divenne anch'essa una provincia romana.